# 입방진

3 × 3 × 3 입방진의 예이다. 여기에서 한 평면으로 자른 정수 9개의 배열은 모두 각각 마방진이 되지 않는다. 이 경우에 준완벽 입방진에 속한다.

수학에서 입방진(立方陣) 또는 입체마방진(立體魔方陣)은 3차원 형태로 확장된 마방진이며, 매직 큐브(영어: magic cube)라고도 한다. n × n × n의 정육면체 형태로 정수가 배열된 것으로, 모든 가로줄, 세로줄, 높이줄, 4개의 입체대각선에 있는 수의 합이 M3(n)라는 마법 상수로 동일하다. 1부터 n3까지의 자연수가 입방진을 이룬다면 마법 상수는 다음과 같다. (OEIS의 A027441번 수열)
{\displaystyle M_{3}(n)={\frac {n(n^{3}+1)}{2}}}
입방진에서 모든 단면의 면대각선에 있는 수의 합도 동일하면 완전 입방진(perfect magic cube), 아니면 반완전 입방진(semiperfect magic cube)이라 한다. 수 n을 입방진의 차수라 한다. 범입체대각선에 있는 수들의 합도 마법 상수로 동일하다면, 범대각선 입방진이라 한다.

## 완전 입방진
처음에는 각 단면의 면대각선에 있는 수들의 합이 동일한 입방진을 완전 입방진이라 하였다. 하지만 존 로버트 헨드릭스(John R. Hendricks)는 완전 입방진을 끊긴 것을 포함하여 가능한 모든 선분에 있는 수들의 합도 동일한 입방진으로 정의하였다. 새로운 정의에 따른 입방진의 조건이 더 강해서, 만족하는 경우의 수가 현저히 적다.

## 다중 입방진
마방진의 경우처럼 이중 입방진(bimagic cube)은 각 성분을 제곱해도 입방진이라는 추가 조건을 만족하며, 삼중 입방진(trimagic cube)은 각 성분을 제곱해도 세제곱해도 입방진이 되어야 한다. (2005년 기준 삼중 입방진은 2개만 알려져 있다) 사중 입방진(tetramagic cube)은 각 성분을 제곱, 세제곱, 네제곱해도 입방진이 된다.
캐나다의 존 로버트 헨드릭스(John R. Hendricks)는 4개의 이중, 2개의 삼중, 2개의 사중 입방진을 제시했다. 중국의 수학 교사 종 밍(Zhong Ming)은 헨드릭스와 같은 차수이지만 다르게 배열된 2개의 이중 입방진을 새로 발견했다. 그중 일부는 완전 입방진이며, 거듭제곱을 한 후에도 완전하다.

## 뒤러와 가우디 마방진을 응용한 입방진
단면이 마방진의 조건을 만족하도록 하여 입방진을 구성할 수도 있다. 뒤러의 마방진을 응용한 입방진과 가우디 마방진을 응용한 입방진이 있다.

## 같이 보기
- 마방진
- 입방진의 종류(영어판)
- 완전 입방진
- 반완전 입방진
- 다중 입방진(영어판)
- 초입방진(영어판)